# ستیغ (مخچه)
ستیغِ مخچه یا کولمنِ مخچه (به انگلیسی: Culmen) بخشی از کرمینه مخچه‌ای قدامی است که در مجاورت شکاف اولیه مخچه قرار دارد.
کولمن و قسمت‌های قدامی لوبول‌های چهارگوش، لوبوس کولمینیس را تشکیل می‌دهند.